# Смелянский, Станислав Анатольевич
Станислав Анатольевич Смелянский (род. 8 марта 1976 года, Москва) — кинорежиссёр
, писатель
 и поэт, журналист.
Легендарный последний ведущий культовой телепрограммы 1 канала «До 16 и старше…» (1992-1995). Лауреат XXX Международного фестиваля ВГИК, Премии Андрея и Арсения Тарковских, Победитель Московского международного фестиваля рекламы, многих литературных конкурсов. Автор романа-бестселлера «Полеты над вечностью». Организатор авангардной выставки "SmilyAndSky. Нити пространства-времени" (2025). Стихи поэта Станислава Смелянского переведены на иностранные языки (в т.ч. отобраны английскими университетами среди лучших стихов поэтов мира для антологии поэзии ХХ века)

## Образование
Первое образование: с отличием окончил факультет журналистики МГУ. В дипломной работе ввел в историю психологии и обосновал термин "архетипическая лингвистика". 
Второе образование: в 2011 окончил режиссёрское отделение ВГИКа (мастерская В. Ахадова), став членом Гильдии кинорежиссеров России.

## Журналистика
- 1991—1993 — ведущий журналист в газете «Глагол», автор постоянной рубрики «Политический обзор недели в стиле рэп», член редакционного совета. Параллельно множество публикаций в различных СМИ.
- 1992—1995 — журналист и популярный ведущий на 1 канале: ведущий культовой рейтинговой телепрограммы «До 16 и старше…» (а также журналист программы и создатель многих авторских рубрик) и ведущий телепрограммы «Развлекательная экономическая программа». После ухода ведущего из "До 16 и старше", программа навсегда закрывается. О ведущем, в период ведения программы, много позитивных упоминаний о ведущем в СМИ (например, статьи в "ТВ-Парке" и других изданиях того периода).

В дальнейшем участие в различных проектах различных СМИ. 
Интересный факт: сегодня в программах обучения специализированных ВУЗов (журналистика), упоминая вышеуказанный период программы "До 16 и старше",  преподают факт одного из самых успешных в истории российского ТВ сочетаний —  максимально высокого рейтинга для своего эфирного тайм-слота и при этом низкой стоимости непосредственного производства телепрограммы.

## Кинематограф
В 2009 году за 2 рождественских дня в Токио снимает дебютный мюзикл «Прогулки по Токио». Фильм - лауреат конкурсных программ IV Межд. кинофестиваля имени А. Тарковского «Зеркало», фестиваля «Кинодебют. RU» и фестиваля «Арт-кино»; фильм отмечен Благодарственным письмом Департамента Культуры Правительства г. Москвы.
Принят в Гильдию кинорежиссёров России (Марленом Хуциевым на церемонии в Центральном Доме кино).
В течение 9 мая 2011 года снимает выпускную работу — мюзикл «Весна в стиле рэп», за который удостоен Специального приза жюри XXX Международного фестиваля ВГИК (спец. приз жюри «За смелую попытку выразить себя современным киноязыком» вручен Валерием Тодоровским) и премии Андрея и Арсения Тарковских.

## Реклама
Параллельно с творческой деятельностью Смелянский успешно сотрудничает с крупными международными рекламными агентствами в качестве креативного директора, а также с 1997 года непрерывно руководит рекламным агентством: победитель Московского международного фестиваля рекламы, Первого российского фестиваля банковской рекламы, автор многих известных рекламных кампаний, слоганов и видеороликов.

## Музыка
Автор, исполнитель, а также режиссёр клипов шутливых песен, в том числе «От Достоевского плющит» (в течение двух месяцев занимает второе место чарта «Неформат» телеканала МузТВ, около 550 тыс. просмотров на youtube) и «Хипстерим» (лидер чартов и «Топ 10» муз. канала Ello в 2016 году, более 800 тыс. просмотров на youtube). Следующие ироничные клипы автора уже превосходят планку популярности в 1 млн. просмотров: это и сюжетный пародийный клип "Сынок", и образовательный клип "Философия", а также стоящий особняком проект, быстро набравший популярность (1 млн. просмотров на youtube, столько же просмотров вконтакте, активные обсуждения трека в сети) - первый в истории рэп-трек, который написан и исполнен на чистом древнерусском языке "В победу себя ряди - белсвет победи" (создан и выпущен в поддержку Сборной России по футболу за 1 день между 1/8 и 1/4 финала ЧМ по футболу 2018 года).

## Art и Fashion
Как представитель французского бренда SmilyAndSky Paris организовал в Дизайн-Заводе авангардную выставку "SmilyAndSky. Нити пространства времени", которую посетили 20000 человек в апреле 2025 года, а также участвовал в разработке авангардных кутюрных коллекций бренда

## Интересные факты
На художественном конкурсе «Пэк-шот» в 2010 году победили две картины Станислава Смелянского (несколько лет экспонировались в фойе Киностудии им. Горького). Помимо стихов, автор создает музыку к своим фильмам.
Среди последних событий — участие в создании нового яркого российского бренда креативной одежды (бренд и авторская коллекция с успехом представлены на 20-й Неделе моды в Москве).